# Chastellux-sur-Cure
Chastellux-sur-Cure település Franciaországban, Yonne megyében. Lakosainak száma 131 fő (2022. január 1.). Chastellux-sur-Cure Saint-Germain-des-Champs, Saint-Martin-du-Puy, Marigny-l’Église és Saint-André-en-Morvan községekkel határos.

## Népesség
A település népességének változása:
| Lakosok száma | 146  | 139  | 141  | 136  | 136  | 137  | 135  | 133  | 131  |
|               | 2013 | 2015 | 2016 | 2017 | 2018 | 2019 | 2020 | 2021 | 2022 |